# Francolim
Os francolins são aves galliformes fasianídeas, típicas do Velho Mundo, classificadas nas tribos Gallini e Coturnicini.
O grupo inclui 41 espécies, das quais 36 são exclusivas do continente africano e 7 são endémicas da Namíbia.
De acordo com as revisões taxonómicas mais recentes, as várias espécies de francolins distribuem-se pelos géneros Francolinus, Peliperdix, Ortygornis, Campocolinus, Scleroptila e Pternistis.
Os francolins têm hábitos terrestres e voam apenas em caso de emergência. A sua plumagem é em tons de castanho e oferece excelente camuflagem nas zonas de savana e vegetação rasteira que normalmente habitam. 
A alimentação dos francolins é baseada em sementes e outros materiais vegetais e suplementada com pequenos insectos. 

## Géneros e Espécies
- Peliperdix
  - Francolim-de-latham, Peliperdix lathami
- Ortygornis
  - Francolim-de-crista, Ortygornis sephaena
  - Francolim-cinzento, Ortygornis pondicerianus
  - Francolim-palustre, Ortygornis gularis
- Francolinus
  - Francolim-perlado, Francolinus pintadeanus
  - Francolim-preto, Francolinus francolinus
  - Francolim-pintado, Francolinus pictus
- Campocolinus
  - Francolim-das-pedras, Campocolinus coqui
  - Francolim-de-garganta-branca, Campocolinus albogularis
  - Francolim-de-schlegel, Campocolinus schlegelii
- Scleroptila
  - Francolim-de-colar, Scleroptila streptophora
  - Francolim-d'asa-vermelha, Scleroptila levaillantii
  - Francolim-de-finsch, Scleroptila finschi
  - Francolim-etíope, Scleroptila psilolaema
  - Francolim-do-elgon, Scleroptila elgonensis
  - Francolim-d'asa-cinzenta, Scleroptila afra
  - Francolim-do-orange, Scleroptila gutturalis
  - Francolim-de-shelley, Scleroptila shelleyi

- Pternistis
  - Francolim-de-hartlaub, Pternistis hartlaubi
  - Francolim-camaronês, Pternistis camerunensis
  - Francolim-nobre, Pternistis nobilis
  - Francolim-de-nuca-castanha, Pternistis castaneicollis
  - Francolim-de-testa-preta, Pternistis atrifrons
  - Francolim-de-erckel, Pternistis erckelii
  - Francolim-jibutiano, Pternistis ochropectus
  - Francolim-de-swierstra, Pternistis swierstrai
  - Francolim-de-ahanta, Pternistis ahantensis
  - Francolim-de-riscas-cinzentas, Pternistis griseostriatus
  - Francolim-de-jackson, Pternistis jacksoni
  - Francolim-de-bico-vermelho, Pternistis adspersus
  - Francolim-do-cabo, Pternistis capensis
  - Francolim-de-natal, Pternistis natalensis
  - Francolim-de-hildebrandt, Pternistis hildebrandti
  - Francolim-biesporado, Pternistis bicalcaratus
  - Francolim-escamoso, Pternistis squamatus
  - Francolim-de-bico-amarelo, Pternistis icterorhynchus
  - Francolim-de-clapperton, Pternistis clappertoni
  - Francolim-de-harwood, Pternistis harwoodi
  - Francolim-de-swainson, Pternistis swainsonii
  - Francolim-de-pescoço-amarelo, Pternistis leucoscepus
  - Francolim-de-peito-cinzento, Pternistis rufopictus
  - Francolim-de-pescoço-vermelho, Pternistis afer